# 安徽工商职业学院
安徽工商职业学院（简称“安工商”）成立于1959年，是安徽省合肥市的一所公办全日制高等院校，属于安徽省教育厅。

## 学院简介
学院位于合肥市双凤经济开发区金宁路北16号 ，校园内风景优美，环境宜人。市内乘坐双凤公交1号线, 双凤公交2号线公交车即可到达学校，交通便利。

## 院系专业
工商管理系：
电信服务与管理专业、移动商务专业、市场营销专业、连锁经营管理专业、物流管理专业、电子商务专业、汽车技术服务与营销专业
会计系：
会计电算化专业、会计专业、审计实务专业、财务管理专业、金融管理与实务专业、工程造价专业、投资理财专业
旅游管理系：
旅游管理专业、酒店管理专业、烹饪工艺与营养专业、航空服务专业
电子信息系：
网络数字媒体专业、汽车电子技术专业、动漫设计与制作专业、机电一体化技术专业、计算机控制技术专业、楼宇智能化工程技术专业、应用电子技术专业、软件技术专业、计算机网络技术、物联网应用技术专业 
国际贸易系：
国际贸易实务专业、报关与国际货运专业、商务英语专业、国际商务专业、国际商务专业（应用韩语方向）、软件技术专业（日语软件测试方向）
艺术设计系：
广告设计与制作专业、装饰艺术设计专业（室内设计方向）、广告与会展专业（展示设计方向）、电脑艺术设计专业、多媒体设计和制作专业、旅游工艺品设计专业
公共服务与管理系：
文秘专业、社区服务专业

## 学院领导
党委书记：孙永
院长：李雪